# Nicholas Stoller
Nicholas Stoller, född 19 mars 1976 i London, uppväxt i Miami, Florida, är en brittisk-amerikansk manusförfattare och regissör.

## Filmografi (urval)
- 2005 – Fun with Dick and Jane (manus)
- 2008 – Dumpad (regi)
- 2008 – Yes Man (manus)
- 2010 – Get Him to the Greek (manus och regi)
- 2014 – Bad Neighbours (regi)
- 2014 – Sex Tape (manus)
- 2016 – Zoolander 2 (manus)
- 2016 – Bad Neighbours 2 (regi och manus)
- 2016 – Storkarna (regi och manus)
- 2017 – Kapten Kalsong: Filmen (manus)